# Campionati del mondo di ciclocross 2023
I Campionati del mondo di ciclocross 2023 (en.: 2023 UCI Cyclo-cross World Championships) si sono svolti a Hoogerheide, principale villaggio della municipalità di Woensdrecht, nei Paesi Bassi, dal 3 al 5 febbraio. 
Erano 7 le gare in programma: tre maschili, tre femminili e una staffetta mista.

## Programma[1]
Venerdi 3 febbraio:
- 12:30 Staffetta mista a squadre

Sabato 4 febbraio:
- 11:00 Donne junior
- 13:00 Uomini Under-23
- 15:00 Donne Elite

Domenica 5 febbraio:
- 11:00 Uomini junior
- 13:00 Donne Under-23
- 15:00 Uomini Elite

## Medagliere
| Pos.   | Nazione       | Oro | Argento | Bronzo | Totale |
| ------ | ------------- | --- | ------- | ------ | ------ |
| 1      | Paesi Bassi   | 4   | 3       | 1      | 8      |
| 2      | Belgio        | 1   | 1       | 4      | 6      |
| 3      | Canada        | 1   | 1       | 0      | 2      |
| 4      | Francia       | 1   | 0       | 1      | 2      |
| 5      | Gran Bretagna | 0   | 2       | 0      | 2      |
| 6      | Rep. Ceca     | 0   | 0       | 1      | 1      |
| Totale | Totale        | 7   | 7       | 7      | 21     |

## Podi
| Eventi                       | Oro | Tempo    | Argento                                                                                   | Tempo | Bronzo | Tempo   |
| Gare maschili                | |          |                                                                                           |       | |         |
| Elite dettagli               | Mathieu van der Poel                                                                                        | 1h07'20" | Wout Van Aert                                                                             | s.t.  | Eli Iserbyt                                                                                                 | a 12"   |
| Under-23 dettagli            | Thibau Nys                                                                                                  | 50'42"   | Tibor Del Grosso                                                                          | a 4"  | Witse Meeussen                                                                                              | s.t.    |
| Junior dettagli              | Léo Bisiaux                                                                                                 | 43'48"   | Senna Remijn                                                                              | a 11" | Yordi Corsus                                                                                                | a 17"   |
| Gare femminili               | |          |                                                                                           |       | |         |
| Elite dettagli               | Fem van Empel                                                                                               | 54'42"   | Puck Pieterse                                                                             | a 39" | Lucinda Brand                                                                                               | a 1'11" |
| Under-23 dettagli            | Shirin van Anrooij                                                                                          | 45'53"   | Zoe Bäckstedt                                                                             | a 33" | Kristýna Zemanová                                                                                           | a 1'32" |
| Junior dettagli              | Isabella Holmgren                                                                                           | 42'13"   | Ava Holmgren                                                                              | a 20" | Célia Gery                                                                                                  | a 47"   |
| Gare miste                   | |          |                                                                                           |       | |         |
| Staffetta a squadre dettagli | Paesi Bassi Tibor Del Grosso Guus van den Eijnden Lauren Molengraaf Leonie Bentveld Fem van Empel Ryan Kamp | 42'05"   | Gran Bretagna Zoe Bäckstedt Joseph Blackmore Cat Ferguson Alfie Amey Anna Kay Thomas Mein | a 31" | Belgio Antoine Jamin Julie Brouwers Joran Wyseure Marion Norbert-Riberolle Xaydee Van Sinaey Laurens Sweeck | a 33"   |